# Pericallia dissoluta
Pericallia dissoluta là một loài bướm đêm thuộc phân họ Arctiinae, họ Erebidae.